# Pleopis trisetosus
Pleopis trisetosus är en kräftdjursart som beskrevs av Kraemer 1895. Pleopis trisetosus ingår i släktet Pleopis och familjen Podonidae. Inga underarter finns listade i Catalogue of Life.